# Bångbro-Stina
Stina Ingeborg Karlsson (även kallad Bångbro-Stina), född 25 februari 1909 i Ljusnarsbergs församling, död 18 oktober 1982 i Sköllersta församling, var en svensk dragspelare.

## Biografi
Stina Karlsson föddes i Segerfors som dotter till gruvarbetaren Karl Robert Karlsson (född 1878) och Anna Sofia Nilsson (född 1879). Karlsson började spela dragspel redan som femåring och framträdde som barn i sin hemtrakt Bångbro. Hon flyttade senare till Filipstad där hon kom att arbeta för en annan dragspelare, Albin Fernström, vilken här drev musikaffär. Stina och Albin framträdde tillsammans, dels som duo, dels som kvartett, i det senare fallet förstärkta med Eric Fernström och Bror Frisk. Man uppträdde inte minst i folkparkerna men även i radio. På 1930-talet turnerade Bångbro-Stina även med den svensk-amerikanske dragspelaren Andrew Russell.
Från 1930 och framåt gjorde Bångbro-Stina och Albin Fernström (enligt SLBA) totalt 18 skivinspelningar, bland annat för märkena Polyphon, Veckans skiva (där hon marknadsfördes som "hela Sveriges Bångbro-Stina") och Odeon. Sina sista inspelningar gjorde de 1938 för Sonora. Många av inspelningarna var originalkompositioner av Fernström med texter av dennes vän Nils Ferlin.
1944 deltog Bångbro-Stina i de svenska mästerskapen i dragspel, vilka dessa år arrangerades gemensamt för både män och kvinnor.